# Naturbahnrodel-Junioreneuropameisterschaft 1989
Die 16. FIL-Naturbahnrodel-Junioreneuropameisterschaft fand vom 11. bis 12. Februar 1989 in Bruck an der Großglocknerstraße in Österreich statt.

## Einsitzer Herren
| Platz | Name                   | Zeit |
| ----- | ---------------------- | ---- |
| 01    | Krzysztof Niewiadomski | ?    |
| 02    | Iwan Mahlknecht        | ?    |
| 03    | Hannes Pichler         | ?    |
| 04    | Bernd Tiefenbacher     | ?    |
| 05    | Gerald Krössbacher     | ?    |
| 06    | Pierre Koppensteiner   | ?    |
| 07    | Anton Blasbichler      | ?    |
| 08    | Norbert Huber          | ?    |
| 09    | Harald Zöggeler        | ?    |
| 10    | Franz Krassnig         | ?    |

40 Rodler kamen in die Wertung.

## Einsitzer Damen
| Platz | Name                   | Zeit |
| ----- | ---------------------- | ---- |
| 01    | Jeanette Koppensteiner | ?    |
| 02    | Evi Mitterstieler      | ?    |
| 03    | Brigitte Feinig        | ?    |
| 04    | Carmen Hengi           | ?    |
| 05    | Elvira Holzknecht      | ?    |
| 06    | Renate Koch            | ?    |
| 07    | Ljubow Panjutina       | ?    |
| 08    | Manuela Volgger        | ?    |
| 09    | Elide Glavinaz         | ?    |
| 10    | Nadia Prinoth          | ?    |

18 Rodlerinnen kamen in die Wertung.

## Doppelsitzer
| Platz | Name                                       | Zeit |
| ----- | ------------------------------------------ | ---- |
| 01    | Iwan Mahlknecht – Armin Zöggeler           | ?    |
| 02    | Markus Lagger – Pierre Koppensteiner       | ?    |
| 03    | Franz Krassnig – Christian Krassnig        | ?    |
| 04    | Krzysztof Niewiadomski – Oktawian Samulski | ?    |
| 05    | Norbert Huber – Harald Pescosta            | ?    |
| 06    | Stefan Haselwanter – Reinisch              | ?    |
| 07    | Wolfgang Gersthofer – Jürgen Pratter       | ?    |
| 08    | Andrej Rischkow – Sergej Jewsutin          | ?    |
| 09    | Boris Nastran – Florian Sturm              | ?    |
| 10    | Nikolai Schwaschkin – Wassili Morosow      | ?    |

Zehn Doppelsitzer kamen in die Wertung.

## Medaillenspiegel
| Platz | Land       | Gold | Silber | Bronze | Gesamt |
| ----- | ---------- | ---- | ------ | ------ | ------ |
| 1.    | Italien    | 1    | 2      | 1      | 4      |
| 2.    | Österreich | 1    | 1      | 2      | 4      |
| 3.    | Polen      | 1    | —      | —      | 1      |